# Víctor Gómez Perea
Víctor Gómez Perea (Olesa de Montserrat, 1 d'abril de 2000) és un futbolista professional català que juga com a lateral dret pel Sporting Braga de la Lliga portuguesa de futbol.

## Carrera
Nascut a Olesa de Montserrat, Baix Llobregat, Catalunya, va començar la seva carrera a l'Escola de Futbol Olesa 87 (EFO 87), i posteriorment va jugar pel RCD Espanyol, el FC Barcelona i el CF Damm abans de tornar amb els pericos el 2015. Va fer el seu debut com a professional amb l'equip B el 25 de març de 2017 a l'edat de només 16 anys, apareixent en una segona part com a substitut de Carles Soria en una derrota 0 a 2 a casa contra el Vila-real CF B (Segona Divisió B).
Va ser un jugador recurrent durant la temporada 2017–18, amb el seu equip ascendint a Tercera Divisió, i va marcar el seu primer gol com a professional el 13 de maig de 2018; marcant l'únic gol de l'equip en una victòria en casa contra el CF Pobla de Mafumet. El 3 d'agost d'eixe mateix any va renovar fins al 2025.
Va arribar al primer equip, fent el seu debut a La Liga, el 20 d'octubre de 2019; començant de titular en una derrota 0 a 1 en casa contra el Vila-real CF. Va acabar la temporada jugant 21 partits en total, però l'equip va descendir.
El 10 de setembre de 2020, Gómez fou cedit al CD Mirandés de Segona Divisió per la temporada 2020–21. Va marcar-hi el seu primer gol com a professional el 10 d'octubre, el segon del seu equip en un 2–0 a fora contra el CE Sabadell FC.
El 20 d'agost de 2021, Gómez fou cedit per un any al Màlaga CF de segona divisió, on es reuniria amb l'entrenador que havia tingut al Mirandés, José Alberto.
El 29 de juny de 2022, Gómez fou cedit de nou, amb opció de compra, al Sporting Braga de la Lliga portuguesa de futbol Va fer el seu debut el 8 d'agost quan s'iniciava la temporada amb un empat a casa per 3–3 contra l'Sporting CP, en el qual va patir una lesió a la cuixa dreta i va ser retirat abans del descans.